# Diàleg Republicà
Diàleg Republicà és una candidatura que es presentà a les eleccions al Parlament de Catalunya de 2017. Va ser creada per Esquerra Republicana de Catalunya per prevenir possibles il·legalitzacions de partits, pel fet que en el temps previ a les eleccions era actiu l'article 155 de la Constitució Espanyola, el president d'ERC, Oriol Junqueras estava a la presó, i bona part dels republicans que havien format part del Govern destituït pel PP havien estat a la presó o estaven exiliats. Integraven la candidaturauna bona part de militants de les JERC, les joventuts del partit. La candidatura es presentava en totes quatre circumscripcions electorals de Catalunya.
El 13 de novembre de 2017, Diàleg Republicà es va inscriure al registre de partits polítics del Ministeri de l'Interior tant al principat com al País Valencià i a les Illes Balears. Les 5.000 signatures requerides corresponents al 0,1% del cens van ser recollides amb la màxima discreció per un grup petit de militants del partit republicà. Malgrat que els membres de la candidatura tenien relació amb ERC, no existia cap relació administrativa entre totes dues candidatures. La seu social del partit es trobava a Mollet del Vallès.
Va ser retirada per la Junta Electoral Central dies abans de les eleccions pels seus vincles amb ERC, que sí que es va poder presentar, tal com estava previst si els partits independentistes no eren il·legalitzats.